# 潜水

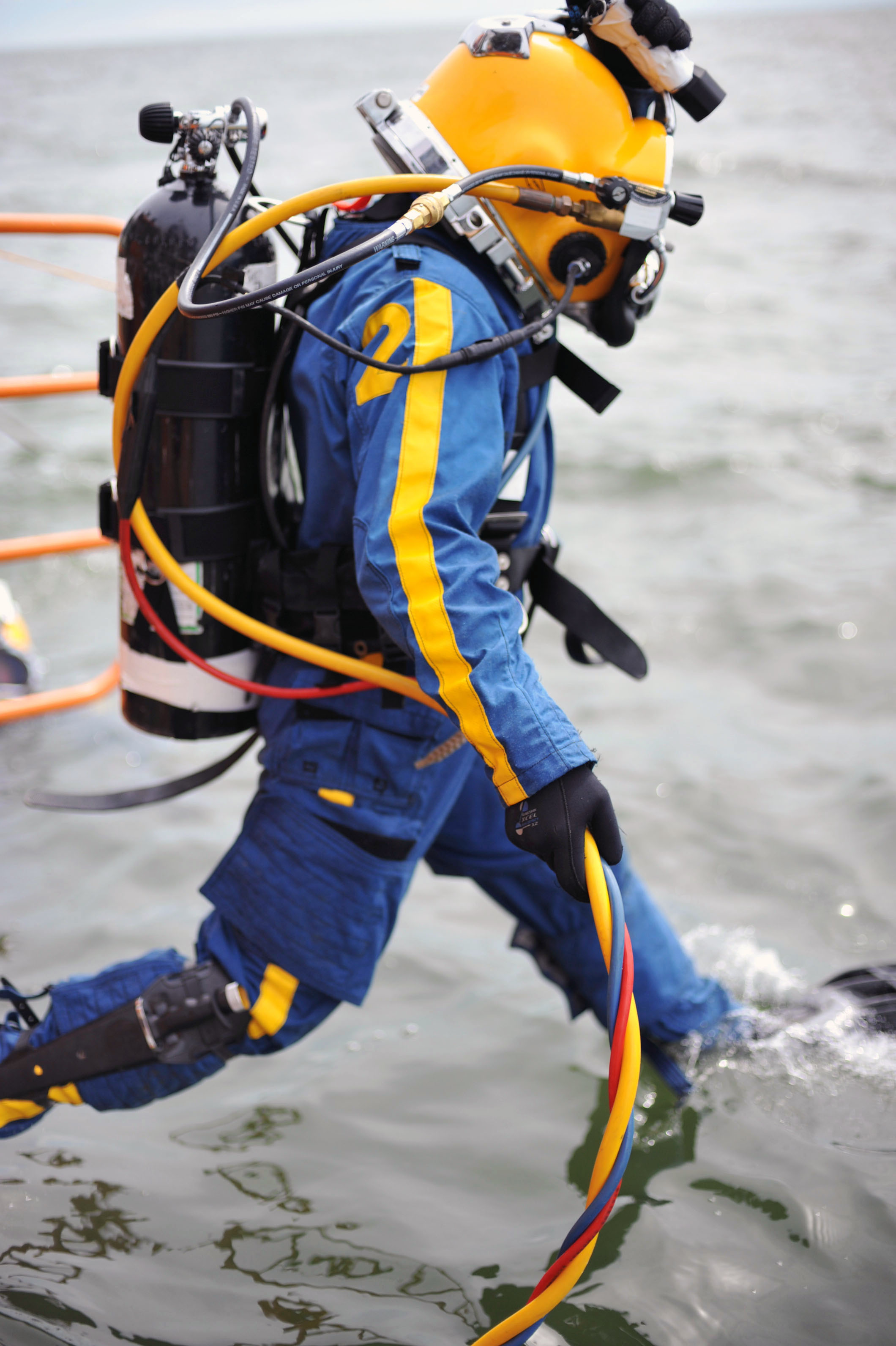
美国海军潜水打捞作业

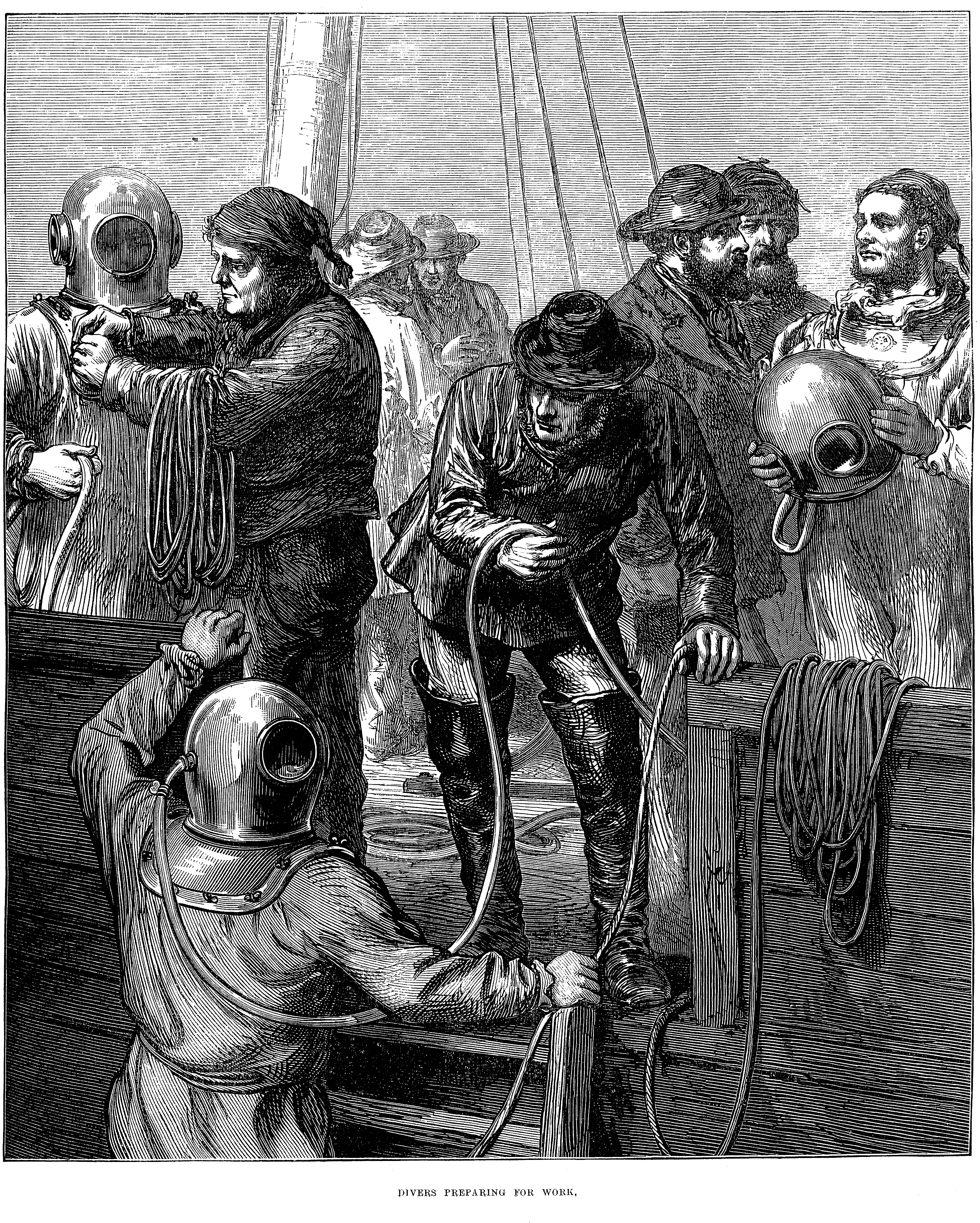
图为《伦敦图画新闻》1873年2月6日封面的图片：准备潜水作业

潛水泛指所有的水面下活動。包含使用壓縮機由水面供氣的潛水；由潛水員自行攜帶呼吸系統的水肺潛水；以及不攜帶呼吸系統，僅使用輕裝備的自由潛水。

## 潜水的方式
根据潜水的方式和各自使用的不同设备，潜水可分为以下几类：

### 不带呼吸器的潜水
- 浮潜：漂浮在水面上，潜水者面朝下通过面镜观赏水下景观，同时通过一根较短的呼吸管伸出水面进行呼吸。
- 自由潜水：不携带水下供气设备，以单次呼吸并屏息再下潜。

### 带呼吸器的潜水
带呼吸器的潜水，稱為水肺潜水，是指潜水者自己携带在水中活动期间使用的气体
- 开放式水肺 （Open Circuit Scuba）：潜水者通过呼吸调节器（Regulator）从压缩气瓶中呼吸，废气直接排放在水中。
- 闭环呼吸器 （Closed Circuit Rebreather，CCR）：潜水者所呼出的废气进入再循环，系统将其中的二氧化碳吸收，并重新注入适当氧气，再供应给予潜水员。此种呼吸器不会产生任何气泡。

### 水面送气潜水
水肺潜水中，压缩气瓶的容积限制了水下作业的时长.为了达成长时间水下作业的需求，依靠一条送气管（脐带）从水面将空气输送给潜水者使用。脐带除输送空气至水下外，有的还带有温度调节、电源输送等功能。

## 潜水的目的

### 休闲潜水
休闲潜水是以水下观光、休闲娱乐为目的的潜水活动。通常使用浮潜、开放式水肺。在各个度假海滩常见的海底漫步休闲水下行走则是属于水面送气潜水。

### 商业潜水
商业潜水又稱為工程潛水，用于船舶、打捞、海底电缆及管道作业。因为需要长时间作业，通常使用水面送气潜水。

### 军事潜水
军事潜水的潜水员也常被称作蛙人。而为了配合行动隐秘性，军事潜水经常使用的是不产生气泡的闭环呼吸器（CCR）

### 技术潜水
技术潜水是指任何需要提前规划好的减压站、或使用超过两种气体的气体混合物、或潜水深度超过40米、或需要潜入封闭沉船或封闭洞穴、或使用超过两个气瓶的潜水。

## 潜水的装备
根据不同的潜水方式，所使用的装备也各不相同
- 輕裝備
  - 潜水面鏡
  - 呼吸管
  - 蛙鞋
  - 潛水服

- 重裝備
  - 呼吸調節器（Regulator）
  - 浮力調整裝置（英语：Buoyancy compensator (diving)）
  - 潜水气瓶
  - 潛水配重系統（英语：Diving weighting system）

## 延伸阅读
[在维基数据编辑]
 《欽定古今圖書集成·方輿彙編·山川典·潛水部》，出自陈梦雷《古今圖書集成》